# Khương Mai
Khương Mai là một phường thuộc quận Thanh Xuân, thành phố Hà Nội, Việt Nam.

## Địa lý
Phường Khương Mai có địa giới hành chính: 
- Phía đông giáp phường Phương Liệt
- Phía tây giáp phường Khương Trung
- Phía nam giáp quận Hoàng Mai
- Phía bắc giáp quận Đống Đa.

Phường Khương Mai có diện tích 105,80 ha (1,06 km2), dân số năm 2022 là 21.543 người, mật độ dân số đạt 20.362 người/km².

## Lịch sử
Địa bàn phường Khương Mai trước đây là một phần phường Khương Thượng, quận Đống Đa.
Ngày 22 tháng 11 năm 1996, một phần diện tích và dân số của phường Khương Thượng được tách ra để thành lập phường Khương Mai trực thuộc quận Thanh Xuân mới thành lập.